# Somatic Guardian
SOMATIC GUARDIAN es una banda japonesa formada en 2006, perteneciente al movimiento Visual kei. Actualmente se encuentran bajo el sello discográfico Planet CHILD Music.

## Discografía
- オムニバス 「CYBER CHILDREN Vol.1」 2007.03.28 発売
- 1st Single 『妄想訓練』 2007.08.08 発売
- オムニバス 『四面楚歌』 2008.03.01 発売
- 2nd Single 『絆』 2008.07.24 発売
- 3rd Single 『相志双愛』 2008.09.24 発売
- DVD 『相志双愛～愛の架け橋』 2009.06.26 発売
- オムニバス 『Shock Edge 2009』2009.10.14 発売
- 4th Single 『サイレン』2009.10.21 発売
- LIVE DVD

「Organize Daring Party」 2009.12.02 発売
- ワンコイン Single

『ソレユケ！司令官 2010』
- 5th Single

『桜モノクローム』 2010.2.17 発売
- 6th Single 『戦場ガールフレンド』 2010.08.04 発売
- 1st Mini Album 『宣戦布告』  2011.04.27 発売
- 7th Single 『LOVE&PEACE』 2010.08.24 発売